# Étoile Filante de Lomé
L'Étoile Filante de Lomé és un club togolès de futbol de la ciutat de Lomé. Juga a l'estadi Oscar Anthony. El seu nom significa en català Estrella fugaç de Lomé. Va ser fundat el 15 de febrer de 1933.

## Palmarès
- Lliga togolesa de futbol:[1]
  - 1961, 1962, 1964, 1965, 1967, 1968, 1992

- Copa togolesa de futbol:[2]
  - 1956, 1958, 1961, 1994

- Copa de l'Àfrica Occidental Francesa
  - 1960

- Lliga de Campions de la CAF
  - Finalista el 1968